# ژوزف دنیکر

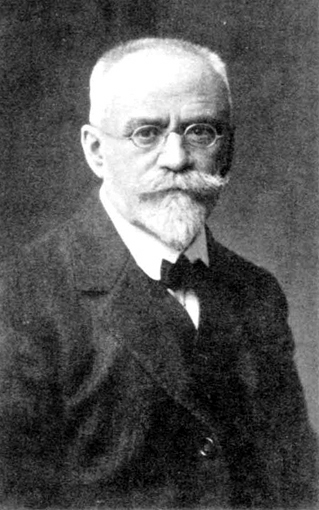
ژوزف دنیکر

ژوزف دنیکر(به فرانسوی: Joseph Deniker)(زادهٔ ۶ مارس ۱۸۵۲- مرگ ۱۸ مارس ۱۹۱۸) طبیعی‌دان و مردم‌شناس فرانسوی بود. برجسته‌ترین کار او گردآوری نقشهٔ نژادهای اروپا بود.

## زندگی
ژوزف در آستاراخان در روسیه از پدر و مادری فرانسوی زاده شد. او نخست به آموختن در انستیتوی فنی سن‌پترزبورگ پرداخت تا به درجهٔ مهندسی رسید و از آن پس به پشتوانهٔ این پیشه سفرهای چندی برای کار در زمینهٔ نفت به قفقاز، اروپای مرکزی، ایتالیا و دالماتیا انجام‌داد و سرانجام در ۱۸۷۶ در پاریس ساکن‌شد. دنیکر آنگاه به دانشگاه پاریس رفت و در زمینهٔ علوم طبیعی تا مقطع دکترا تحصیل نمود. در ۱۸۸۶ کتابدار ارشد موزه تاریخ طبیعی پاریس شد.
دنیکر یکی از ویراستاران دیکسیونر جغرافیای جهان و نویسندهٔ مقاله‌های بسیاری در ژورنال‌های مردم‌شناسی و جانورشناسی فرانسه بود. او در پاریس درگذشت.

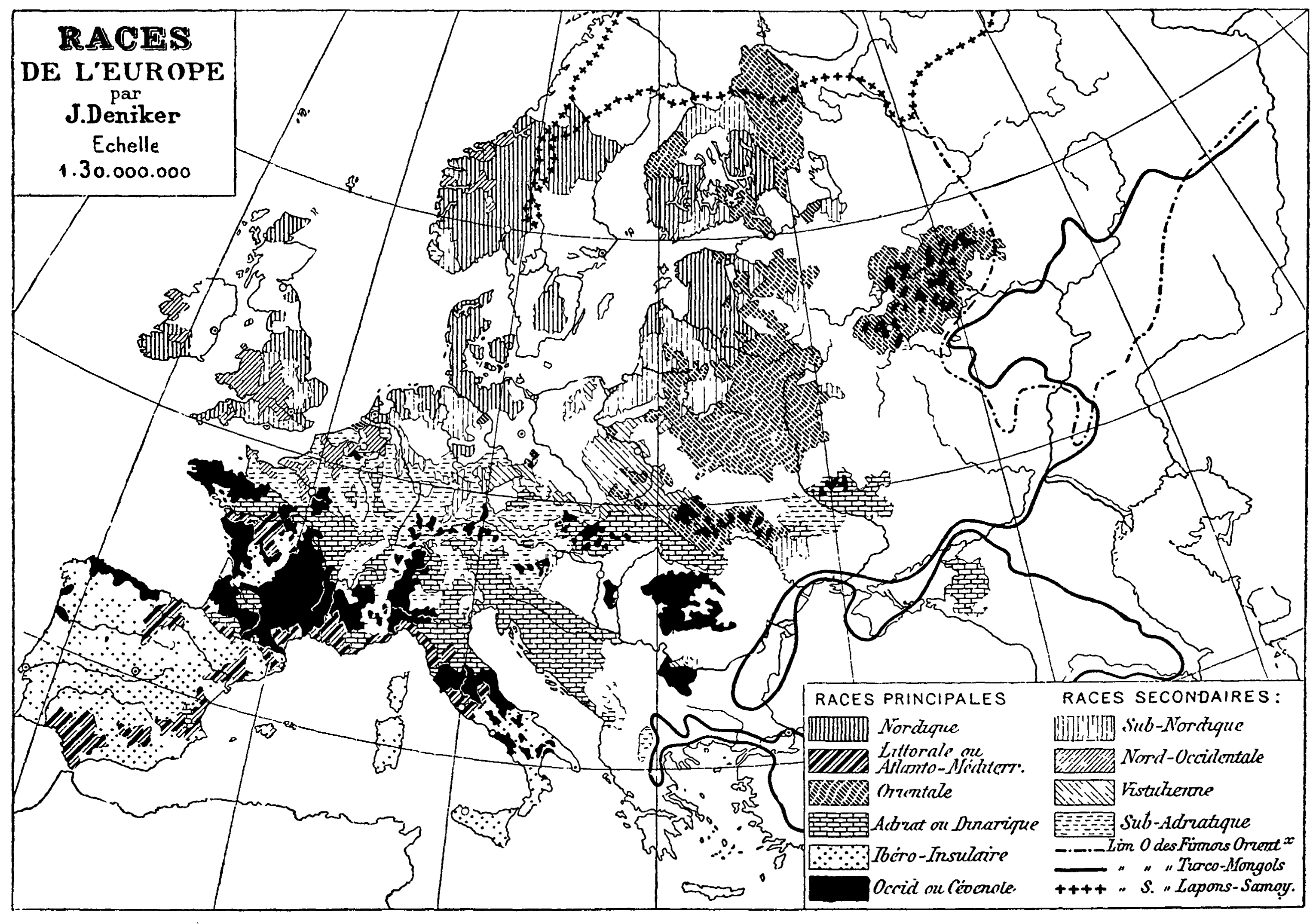
نقشهٔ نژادهای اروپا، اثر دنیکر